# William McBeath
Pour les articles homonymes, voir McBeath.
William McBeath est un footballeur écossais, né le 7 mai 1856, à Callander, Stirling et mort le 15 juillet 1917 . Il est l'un des membres fondateurs des Rangers où il évolue au poste de défenseur. Il fait partie du Rangers FC Hall of Fame.

## Biographie
Natif de Callander, Stirling, il est le troisième des quatre enfants de Peter et Jane McBeath, bien qu'il ait 4 demi-frères et sœurs d'un premier mariage de son père. À l'âge de huit ans, après la mort de son père, il part vivre à Glasgow. Il y résidera dans Cleveland Street, dans le même quartier que les frères Moses et Peter McNeil et commencera à travailler comme apprenti vendeur.
En 1872, à l'âge de 16 ans, avec les frères McNeil et Peter Campbell, il voit un groupe d'hommes jouer au football au Glasgow Green et ils furent tellement impressionnés qu'ils décidèrent de fonder leur propre équipe : les Rangers étaient nés. Le premier match recensé, une confrontation contre une équipe de Glasgow appelée Callander F.C. (en) eut lieu au Glasgow Green et se conclut par un 0-0.
Toutefois et malgré sa passion, McBeath sentait qu'il n'était pas très doué pour ce sport et ne joua que 5 matches pour le club, se consacrant à d'autres tâches. Ainsi, il devient président du club pour la saison 1874-75. Il joua son dernier match en novembre 1875 et quitta le club pour d'autres occupations.
En 1878, il se maria avec Jeannie Yates Harris avec qui il eut trois enfants : William Jr., Agnes et Norman. En 1881, ils partirent vivre à Lincoln en Angleterre, où il passa le reste de sa vie. Atteint par la maladie d'Alzheimer, il passa la fin de sa vie dans une institution pour indigents où il mourut le 15 juillet 1917 dans la pauvreté. Il fut enterré dans un cimetière de Lincoln, avec une tombe anonyme. En 2010, un groupe de supporteurs des Rangers, appelés les Vanguard Bears, prirent l'initiative d'acheter une concession de 50 ans pour sa tombe et de lui offrir une sépulture à son nom ainsi qu'une plaque commémorative.